# María Sepúlveda Carreño
María Jacqueline Sepúlveda Carreño (Talca, 22 de febrero de 1964), es una académica y científica chilena. Es profesora titular del Departamento de Farmacología de la Facultad de Ciencias Biológicas de la Universidad de Concepción. Trabajó en la industria farmacéutica en el desarrollo de nuevos fármacos con utilidad en el tratamiento de adicciones al alcohol y cocaína.
Desde el año 1994 se desempeña como académica en la Universidad de Concepción, institución de la cual fue la primera mujer Vicerrectora y la primera candidata a rectora.

## Biografía
La doctora Sepúlveda obtuvo su título de Químico-Farmacéutica de la Universidad de Concepción en 1987. Posteriormente desarrolló su tesis doctoral "HPLC in Kombination mit elektrochemischer Detektion" en la Universidad Karl-Franzens, Austria, obteniendo su grado de Doctora en 1993.

### Actividad científica
Su línea de investigación es la Farmacología, realizando aportes sobre las bases neuroquímicas y nuevos tratamientos de la dependencia de drogas. También se ha dedicado al desarrollo de nuevas formulaciones farmacéuticas, alfabetización digital y uso de tecnologías como apoyo al tratamiento farmacológico de patologías crónicas. Sus proyectos de investigación tienen una componente de innovación de base científica tecnológica con impacto social, trabajando colaborativamente con entidades públicas como Gendarmería de Chile, SENAMA, SENDA e instituciones privadas.
Su trabajo en adicciones la lleva a desarrollar y patentar los procesos de síntesis de diversos compuestos útiles para tratar médicamente las dependencia al alcohol y la cocaína. Además, la doctora Sepúlveda desarrolló un tratamiento para aliviar molestias por enfermedades virales.En la Universidad de Concepción participa como colaborador en el doctorado en salud mental, y en el doctorado en ciencias biológicas, área biología celular y molecular. 

### Carrera académica

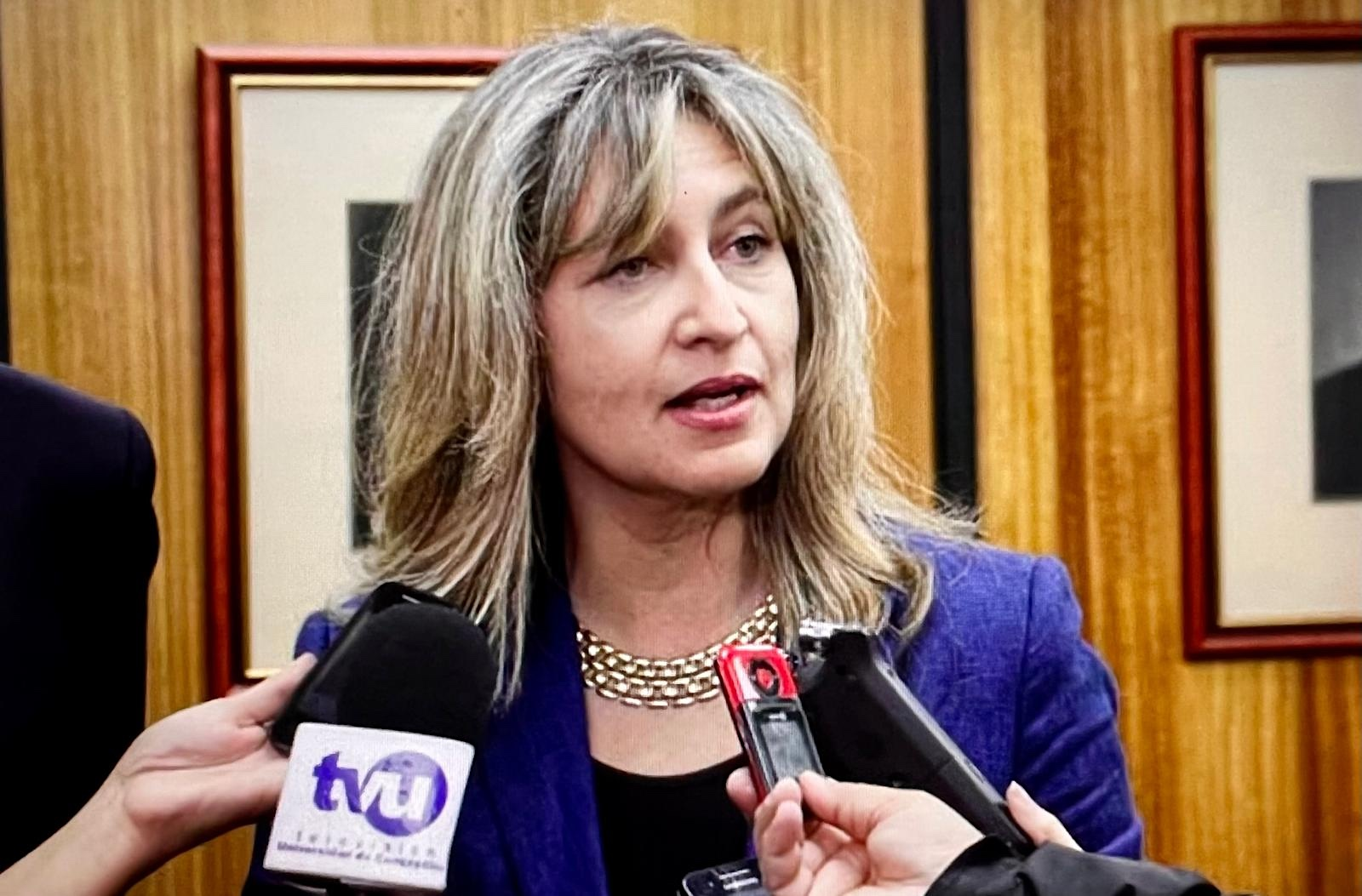
Prof. Jacqueline Sepúlveda, primera mujer vicerrectora en la historia de la Universidad de Concepción.

Fue miembro fundadora del Comité de Ética y directora del Departamento de Farmacología de la Facultad de Ciencias Biológicas de la Universidad de Concepción, además de ser la creadora y Directora del Programa Interdisciplinario de drogas de esta casa de estudios. Es además la directora del Magíster en Drogodependencias, fue directora de la Sociedad de Farmacología de Chile entre 2011 y 2012, fue la primera vicerrectora de la Universidad de Concepción y candidata a Rectora en la misma casa de estudios. En su programa planteó "un modelo de universidad que reconoce tres principios esenciales: el pluralismo, la autonomía universitaria y la sustentabilidad", además de la equidad de género y la inclusión. Si bien no fue elegida, en votación triestamental no oficial organizada por el Partido Ecologista Verde obtuvo un 59.5% de las preferencias. Al ser elegida vicerrectora de la Universidad de Concepción recibió públicamente expresiones de complacencia por parte del Programa Multidisciplinario de Estudios de Género de la U de C.
La profesora Jacqueline Sepúlveda Carreño se desempeña como directora de la Academia de Innovación de la Universidad de Concepción desde 2018.
En octubre de 2015 participó como representante nacional en el "IV Encuentro de mujeres líderes de las instituciones de educación superior de las Américas" realizado en Quito.

## Premios y reconocimientos
Por sus logros en investigación, ha recibido el Premio Patentes del Sur del Mundo, el Gobierno Regional de Biobío la ha distinguido como "Mujer Académica Líder 2015" de la Región del Biobío, uno de los sindicatos de la Universidad de Concepción la distinguió como “Mujer Relevante 2016” y Mujeres Empresarias y El Mercurio la distinguieron como una de las "100 mujeres líderes" del año 2017 y 2018, consecutivamente.

## Publicaciones seleccionadas
Esta es una lista de los trabajos científicos más citados de la investigadora; para revisar el listado completo revisa el perfil del investigador en Google Scholar.
- Henderson-Redmond, Angela N.; Nealon, Caitlin M.; Davis, Brian J.; Yuill, Matthew B.; Sepulveda, Diana E.; Blanton, Henry L.; Piscura, Mary K.; Zee, Michael L. et al. (1 de marzo de 2020). «c-Jun N terminal kinase signaling pathways mediate cannabinoid tolerance in an agonist-specific manner». Neuropharmacology (en inglés) 164: 107847. ISSN 0028-3908. doi:10.1016/j.neuropharm.2019.107847. Consultado el 7 de marzo de 2020.
- Peterson, Nathan W.; Buote, Nicole J.; Bergman, Philip (3 de abril de 2014). «Effect of epidural analgesia with opioids on the prevalence of urinary retention in dogs undergoing surgery for cranial cruciate ligament rupture». Journal of the American Veterinary Medical Association 244 (8): 940-943. ISSN 0003-1488. doi:10.2460/javma.244.8.940. Consultado el 7 de marzo de 2020.
- Sepúlveda C, M. Jacqueline; Roa S, Jorge; Muñoz R, Marcos (2011-07). «Estudio cuantitativo del consumo de drogas y factores sociodemográficos asociados en estudiantes de una universidad tradicional chilena». Revista médica de Chile 139 (7): 856-863. ISSN 0034-9887. doi:10.4067/S0034-98872011000700005. Consultado el 6 de marzo de 2020.
- Torres V, Pablo; Sepúlveda C, M. Jacqueline; Von Plessing R, Carlos (00/2011). «PHARMACOKINETIC STUDY OF RISPERIDONE: APPLICATION OF A HPLC METHOD WITH SOLID PHASE EXTRACTION». Journal of the Chilean Chemical Society 56 (1): 606-609. ISSN 0717-9707. doi:10.4067/S0717-97072011000100019. Consultado el 7 de marzo de 2020.
- «Nitric Oxide Synthase Activity and Angiogenesis Measured by Expression of CD34 in Burns Treated With Chitosan Films». Wounds Research (en inglés). Consultado el 7 de marzo de 2020.
- Cambronero-Rojas, Adrián; Torres-Vergara, Pablo; Godoy, Ricardo; von Plessing, Carlos; Sepúlveda, Jacqueline; Gómez-Gaete, Carolina (10 de julio de 2015). «Capreomycin oleate microparticles for intramuscular administration: Preparation, in vitro release and preliminary in vivo evaluation». Journal of Controlled Release (en inglés) 209: 229-237. ISSN 0168-3659. doi:10.1016/j.jconrel.2015.05.001. Consultado el 7 de marzo de 2020.
- Sepúlveda, Jacqueline; Oliva, Patricio; Contreras, Enrique (12 de enero de 2004). «Neurochemical changes of the extracellular concentrations of glutamate and aspartate in the nucleus accumbens of rats after chronic administration of morphine». European Journal of Pharmacology (en inglés) 483 (2): 249-258. ISSN 0014-2999. doi:10.1016/j.ejphar.2003.10.037. Consultado el 7 de marzo de 2020.
- Sepúlveda, Jacqueline; Ortega, Andrea; Zapata, Gladys; Contreras, Enrique (2002-06). «Acamprosate decreases the induction of tolerance and physical dependence in morphine-treated mice». European Journal of Pharmacology 445 (1-2): 87-91. ISSN 0014-2999. doi:10.1016/s0014-2999(02)01767-3. Consultado el 7 de marzo de 2020.
- Abarca, Carolina; Silva, Elizabeth; Sepúlveda, M. Jacqueline; Oliva, Patricio; Contreras, Enrique (1 de septiembre de 2000). «Neurochemical changes after morphine, dizocilpine or riluzole in the ventral posterolateral thalamic nuclei of rats with hyperalgesia». European Journal of Pharmacology (en inglés) 403 (1): 67-74. ISSN 0014-2999. doi:10.1016/S0014-2999(00)00502-1. Consultado el 7 de marzo de 2020.
- Sepúlveda, Jacqueline; Astorga, Juan G; Contreras, Enrique (20 de agosto de 1999). «Riluzole decreases the abstinence syndrome and physical dependence in morphine-dependent mice». European Journal of Pharmacology (en inglés) 379 (1): 59-62. ISSN 0014-2999. doi:10.1016/S0014-2999(99)00503-8. Consultado el 7 de marzo de 2020.
- Sepulveda, M. Jacqueline; Hernandez, Luis; Rada, Pedro; Tucci, Sonia; Contreras, Enrique (1 de mayo de 1998). «Effect of Precipitated Withdrawal on Extracellular Glutamate and Aspartate in the Nucleus Accumbens of Chronically Morphine-Treated Rats: An In Vivo Microdialysis Study». Pharmacology Biochemistry and Behavior (en inglés) 60 (1): 255-262. ISSN 0091-3057. doi:10.1016/S0091-3057(97)00550-9. Consultado el 7 de marzo de 2020.